# 1787 a tudományban
Az 1787. év a tudományban és a technikában.

## Csillagászat
- január 11. - William Herschel felfedezi az Uránusz első holdját a Titaniát.

## Díjak
- Copley-érem: John Hunter

## Születések
- március 6. - Joseph von Fraunhofer fizikus († 1826)
- június 7. - William Conybeare geológus († 1857)
- június 27. - Thomas Say természettudós († 1834)
- november 9. – Johann Natterer osztrák zoológus, természettudós és felfedező († 1843)

## Halálozások
- február 13. - Rudjer Boscovich csillagász, fizikus, matematikus (* 1711)